# داندارا (لعبة فيديو)
داندارا (بالإنجليزية: Dandara)‏، هي لعبة فيديو برازيلية من نوع منصات، وتعتمد على شاشة ثنائية الأبعاد، طورت اللعبة عن طريق ستوديو لونغ هات هاوس البرازيلية، ومن نشر شركة راو فيوري السويدية، صدرت في الأسواق يوم 6 فبراير 2018م، وتعمل على عدة منصات ألعاب الفيديو، ومنها بلاي ستيشن 4 وإكس بوكس ون ونينتندو سويتش وغيرها.